# 몇 밤 더 자고가
〈몇 밤 더 자고가〉은 대한민국 래퍼 차붐의 앨범 'SOUR'에 수록된 곡이며, 마진초이가 작곡 및 편곡한 곡이다.